# 西樓角
西樓角（英語：Sai Lau Kok），原稱樹頭角（英語：Shu Tau Kok），是香港一處地方，位於荃灣市區西北，現時為荃灣港鐵西樓角車廠，而西樓角村已搬遷至荃灣市區東北。
荃灣市區有兩條街道以西樓角命名紀念，名爲西樓街及西樓角路；前者位於市中心舊區近沙咀道及大河道，早於1950年代落成，在1990年代後期納入土地發展公司荃灣七街重建項目而封閉消失，現址爲萬景峯及荃新天地。西樓角路位於市中心北部，於1980年代隨地下鐵路建設而興建。

## 地理
原本樹頭角村是兩條涌匯合之地，東南有大瀝河，大約現時的木棉下村。樹頭角東南是三棟屋，西南近海為木棉下，西面過木棉下是白田壩，東北沿大瀝河上山有老圍，即石圍角老圍。
今日西樓角指西樓角路兩旁和荃灣港鐵車廠，青山公路以北一帶。而原有的西樓角村，因荃灣新市鎮的發展，向西遷至大瀝河西岸。

## 歷史
1955年5月10日，西樓角河背坑發生山洪暴發。在晚上7時至11時沖走八間木屋，另有22間沖毀。影響77戶和251人。
1978年5月12日，香港政府宣佈收回西樓角七棟樓，以興建地下鐵路車廠。商戶和業主，因為不滿意賠償而拒絕搬走。事件一直僵持到1979年，業主企圖拆西樓角新路鐵閘，釀成警民流血衝突。

## 公園
- 西樓角花園

## 交通

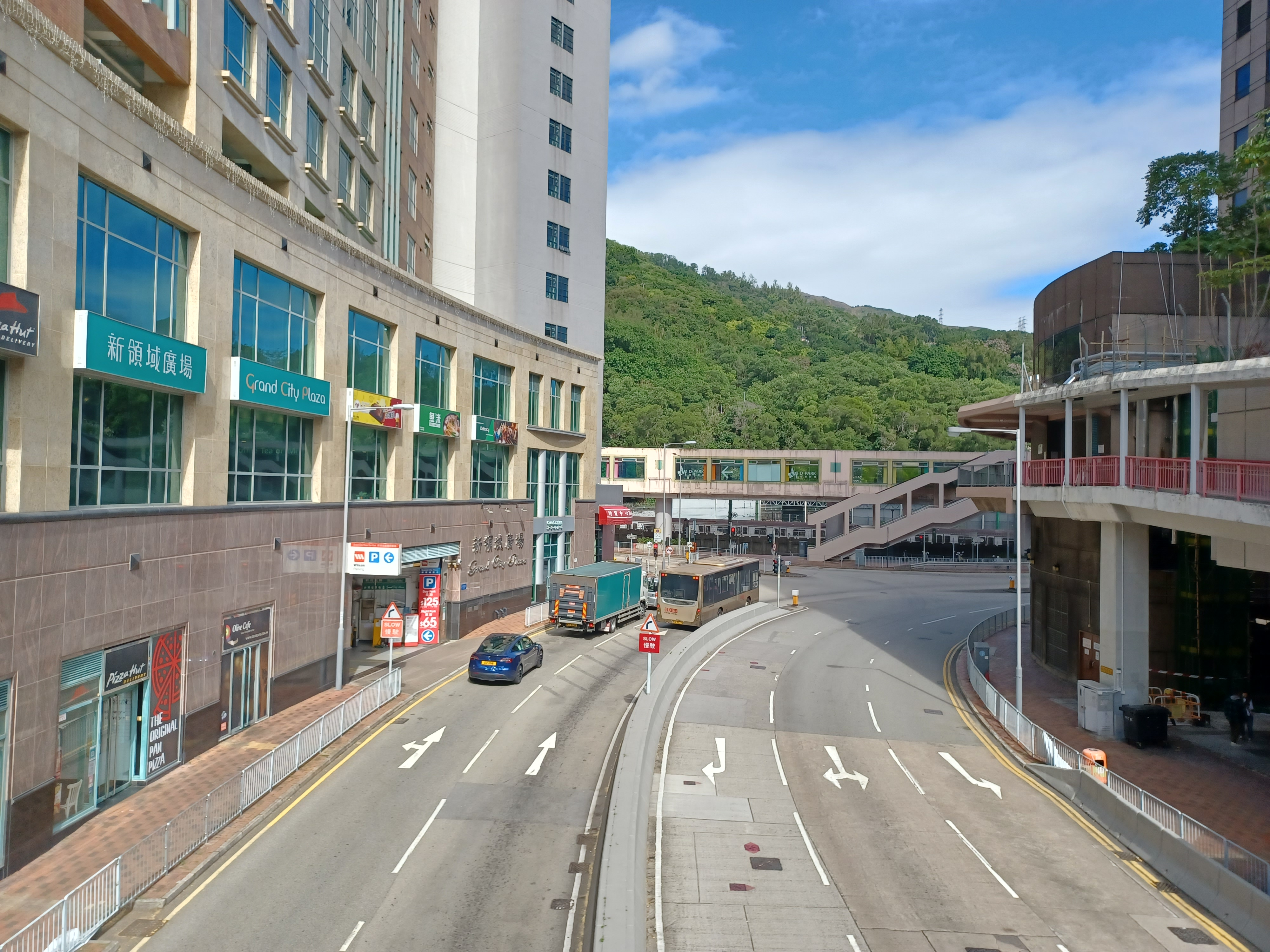
西樓角路，近青山公路－荃灣段

- 西樓角公共運輸交匯處
- 西樓角路